# Dicranomyia (Dicranomyia) saxatilis
Dicranomyia (Dicranomyia) saxatilis is een tweevleugelige uit de familie steltmuggen (Limoniidae). De soort komt voor in het Australaziatisch gebied.